# Gonzálo Sánchez de Lozada
Gonzálo Sánchez de Lozada, född 1 juli 1930 i La Paz, är en boliviansk politiker som var president 1993–1997 och 2002–2003. Han tillhörde partiet Movimiento Nacionalista Revolucionario.
Under sin första mandatperiod 1993-1997 stod Sánchez de Lozada för en privatiseringspolitik, under vilken regeringen sålde stora andelar av sitt innehav inom energi-, transport-, kommunikation-, kolväte-, och flygsektorerna till utländska partners. När han avslutade sitt mandat hade utländska investeringar ökat och korruption och droghandel minskat.
Under sitt andra mandat från 2002 befann sig landet i en lågkonjunktur, och storskaliga protester över landets naturgaspolitik tog plats under februari 2003. Under dessa dog enligt officiella rapporter 59 demonstranter, 10 soldater och 16 poliser. På grund av detta avgick Sánchez de Lozada i oktober samma år och flydde landet, varefter han ersattes av vicepresident Carlos Mesa Gisbert.
Evo Morales och Luis Arces regeringar har försökt få Sánchez de Lozada utlämnad till Bolivia för att föra en rättsprocess kring hans handlingar under protesterna, något som domstolar i USA har nekat. Sánchez de Lozada har dock fällts i andra rättsfall i USA för sina handlingar under denna tidsperiod.